# 沃格爾山
46°28′41.9″N 9°3′54.6″E / 46.478306°N 9.065167°E

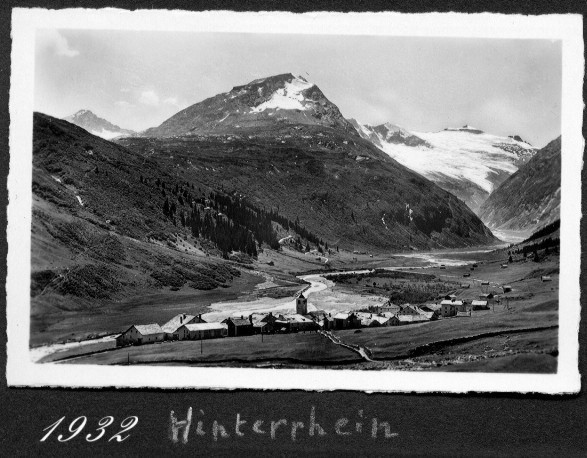

沃格爾山（Vogelberg），是瑞士的山峰，位於該國南部，處於提契諾州和格勞賓登州接壤的邊界，屬於勒蓬廷山的一部分，海拔高度3,218米，每年平均降雨量1,851毫米。